# Gonystylus nervosus
Gonystylus nervosus là một loài thực vật thuộc họ Thymelaeaceae. Đây là loài đặc hữu của Malaysia.